# 帆锯鳐属
帆锯鳐属（意為「（牙齒）有倒鉤的鋸鰩」）是生存于白垩纪後期的大型淡水鰩，化石發現於北非、北美與紐西蘭。其外形與現生的鋸鰩科相近，吻部細長，牙齒著生於吻測，但兩者並非近親，且鋸鰩科的牙側光滑無凸起，而帆锯鳐的牙齒在似釉質冠（enameloid cap）以後的區域具有一至五個倒鉤。
也有文献将其归入帆锯鳐科 （Onchopristidae Villalobos-Segura, Kriwet, Vullo, Stumpf, Ward, & Underwood, 2021）

## 下属物种
本属包括以下物种：
- 努米底亞帆鋸鰩 Onchopristis numida Haug, 1905
- 鄧氏帆鋸鰩 Onchopristis dunklei McNulty & Slaughter, 1962

## 描述

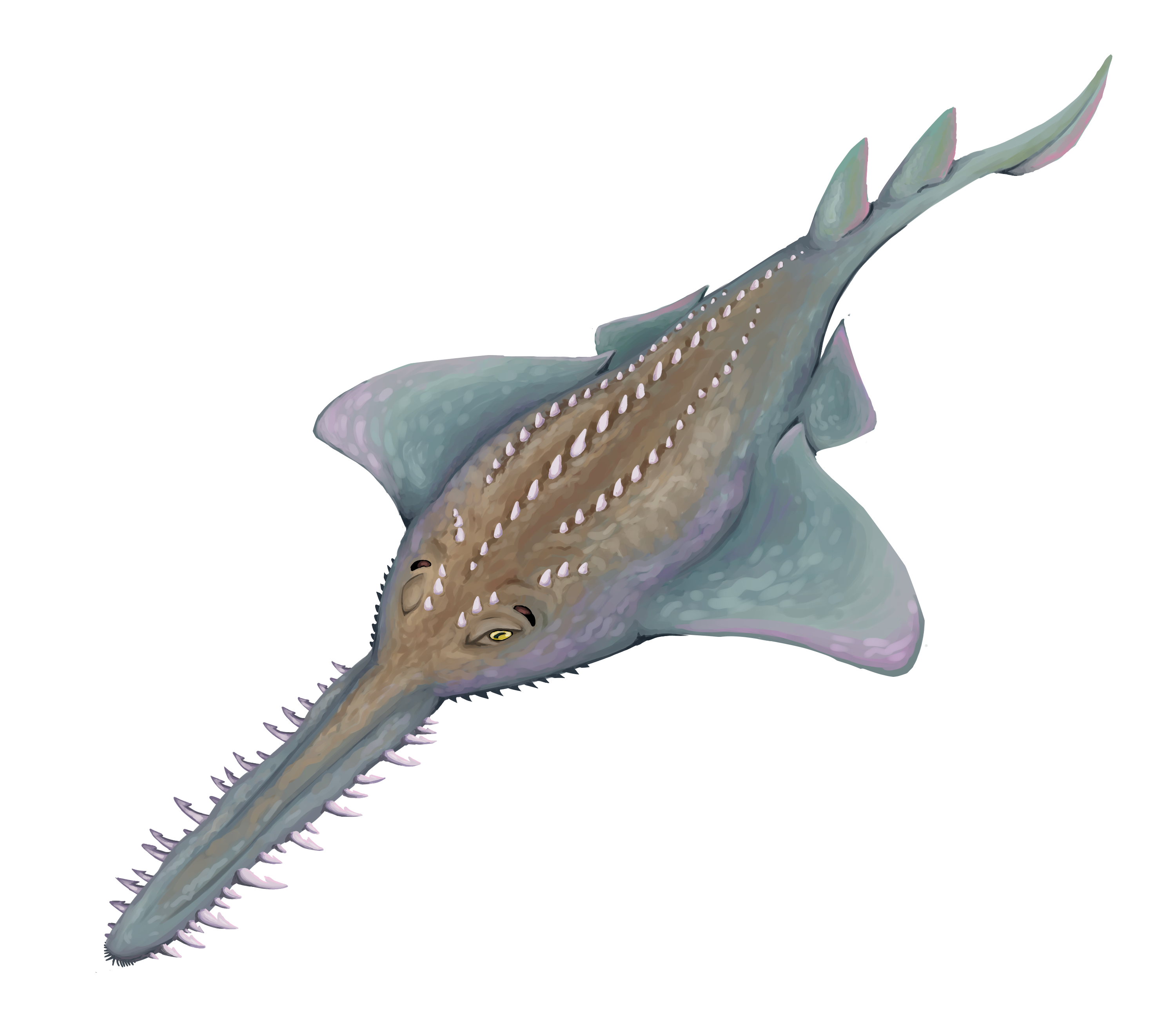
努米底亞帆鋸鰩復原圖

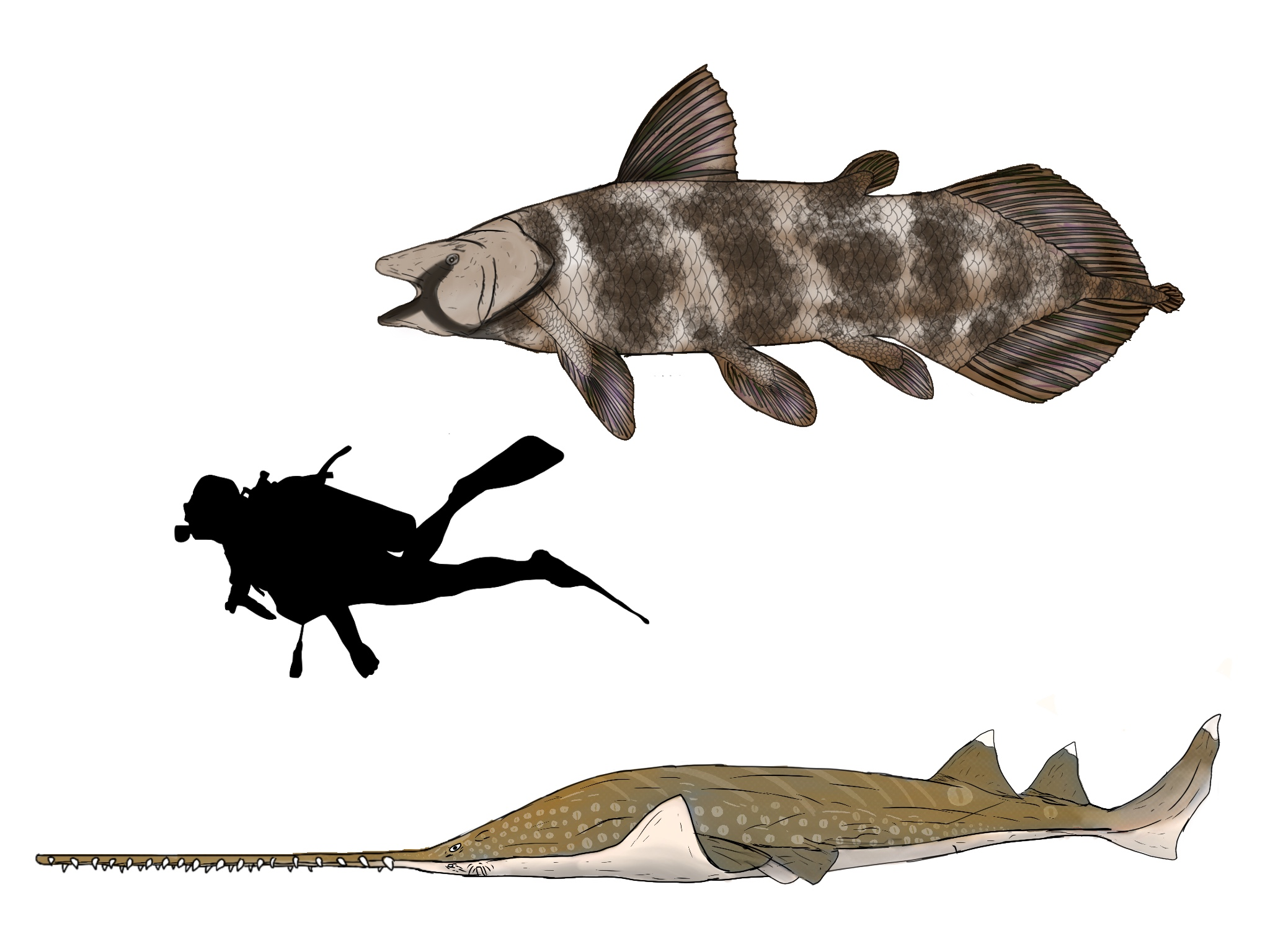
帆锯鳐属（下）及當時與其共存的大型腔棘魚體型比較

帆锯鳐属的牙齿与其他锯鳐的比较（红色为努米底亚帆锯鳐，绿色为邓氏帆锯鳐）

吻突长约2.5米（8.2英尺），外部有带刺的牙齿。在两种帆锯鳐中，努米底亚帆锯鳐的每颗牙齿都有一个倒钩，但在邓氏帆锯鳐的每颗牙齿上有两到五个倒钩。它们可以长到5-6米长。

## 古生态学
和现代锯鳐一样，帆锯鳐的眼睛位于头顶，用于发现捕食者而不是猎物，它的嘴和鳃都在它的身体下侧。它们的吻部很可能会有电感受器来检测它们下面的水中的食物，就像现代的鲨鱼一样。帆锯鳐可能会穿过河床寻找然后吃掉猎物。

## 大众文化
帆锯鳐在《Jurassic World™：游戏》
中作为可收集角色登场。
在《恐龍星球》的電視節目中，帆鋸鰩被认为是棘龙的主要食物。